# 재커리 존슨
재커리 존슨(Zachary Johnson)은 시네마틱 언더그라운드(The Cinematic Underground)의 드러머로 활동하고 있는 음악가이다. 그는 케이티 카스타인(Katie Chastain)의 드러머이기도 했으며, 배우가 되기 위해 밴드를 그만두기 전까지는 더 프레이(The Fray)의 드러머로 활동하기도 하였다. 그는 시각 예술가이기도 한데, 그의 저작은 다양한 앨범 커버들과 영화 포스터들에서도 찾아볼 수 있다. 2009년에 그는 잉크와 펜을 활용한 그의 몰스킨 작품들을 영화 더 블룸스 브라더(The Blooms Brohter)의 포스터에 담기도 했다.

## 참조
1. ↑  http://zucherman.tumblr.com/